# 國立聯合大學學生會
國立聯合大學學生會，簡稱聯大學生會，為國立聯合大學學生自治組織之最高架構。
依據《國立聯合大學學生會組織章程》設立，實施立法、行政、司法三權分立制，分別對應至學生議會、行政中心與學生法院。
一般情況下，狹義的「學生會」常作為行政部門的代稱，有別於立法部門的「學生議會」。
現時學生會行政中心辦公室為國立聯合大學二坪山校區活動中心西側地下一樓八號辦公室（WB18），學生議會辦公室為西側地下一樓七號辦公室（WB17），以會長為首的行政部門於每年8月1日交接，任期一學年，而學生議員組成之學生議會則每學年進行改選，並於每學年度上學期初選舉新任正副議長。

## 宗旨
為培養學生自治能力，並從事社團行政協調及管理工作，促進校方與全體學生溝通。

## 組織架構
依據國立聯合大學學生會組織章程第六條，凡具備國立聯合大學在學學籍之學生，為當然會員。
學生會由行政中心（行政）、學生議會（立法）、學生法院（司法）三個部門組成。
學生會的正副會長任期為一年，得連任一次
學生議會之學生議員由會員直選，以各系為不同選區，另設有不分區，任期為一學年。於每學年末舉辦議員選舉及正副會長選舉。

## 外部連結
- 國立聯合大學學生會的Facebook專頁
- 國立聯合大學學生會的Instagram專頁